# 숙영낭자전 (1956년 영화)
《숙영낭자전》은 한국에서 제작된 신현호 감독의 1956년 멜로/로맨스 영화이다. 황정순 등이 주연으로 출연하였다.

## 출연

### 주연
- 황정순
- 장일
- 최남현
- 문정숙

## 기타
- 조명: 이한찬
- 녹음: 이경순
- 미술: 임명선